# Jack Whitham
Jack Whitham (Burnley, 8 dicembre 1946) è un allenatore di calcio ed ex calciatore inglese, di ruolo attaccante.

## Carriera

### Giocatore

#### Club
Esordisce tra i professionisti con lo Sheffield Weds nella stagione 1966-1967, in First Division 1966-1967: gioca la sua prima partita il 6 maggio 1967, contro il Burnley, segnando una doppietta all'esordio; nel resto della stagione gioca poi altre 2 partite di campionato.
L'anno seguente gioca con maggiore continuità, realizzando 7 reti in 20 partite di campionato; nella stagione 1968-1969 riesce invece ad andare anche in doppia cifra, con 10 reti segnate in 19 presenze (tutti segnati nel corso delle prime 10 giornate), a cui aggiunge ulteriori 8 reti in 21 presenze nella stagione 1969-1970, per un totale di 71 presenze e 31 reti in partite ufficiali nel club (63 presenze e 27 reti in prima divisione, 6 presenze e 4 reti in FA Cup e 2 presenze in Coppa di Lega). Nell'estate del 1970 viene ceduto al Liverpool, con cui rimane fino alla stagione 1973-1974, vincendo un campionato ed una Coppa UEFA (entrambi nella stagione 1972-1973). Con i Reds gioca 6 partite (con un gol) nella First Division 1970-1971 (più 2 partite in Coppa di Lega nella medesima partita). Nella stagione 1971-1972 disputa invece 9 partite (con 6 gol segnati) in campionato, mentre nella stagione 1972-1973 gioca una partita in Coppa UEFA senza però mai scendere in campo in altre competizioni ufficiali nell'arco della stagione; in generale, la sua permanenza nel club (che si protrae anche per la prima parte della stagione 1973-1974, nella quale non viene mai impiegato in partite ufficiali) è però fortemente influenzata da una lunga serie di problemi fisici (che già allo Sheffield Wednesday gli avevano impedito di giocare con continuità nonostante le ottime medie realizzative), tanto che in 3 stagioni e mezza disputa solamente 18 incontri ufficiali (con 7 reti segnate). Nel corso della stagione 1973-1974 viene ceduto al Cardiff City, in seconda divisione; qui, nel corso della stagione 1974-1975, mette a segno 3 reti in 14 partite di campionato. Passa quindi al Reading, dove segna 3 gol in 19 partite in Fourth Division, conquistando una promozione in Third Division. A fine stagione, all'età di 30 anni lascia il calcio professionistico, giocando prima con i semiprofessionisti del Worksop Town e poi nei dilettanti dell'Hallam.

#### Nazionale
Nel 1968 ha giocato una partita con la nazionale Under-23.

### Allenatore
Ha allenato l'Hallam.

## Palmarès

### Giocatore

#### Competizioni nazionali
- Campionato inglese: 1

Liverpool: First Division 1972-1973

#### Competizioni internazionali
- Coppa UEFA: 1

Liverpool: 1972-1973